# Vratnik

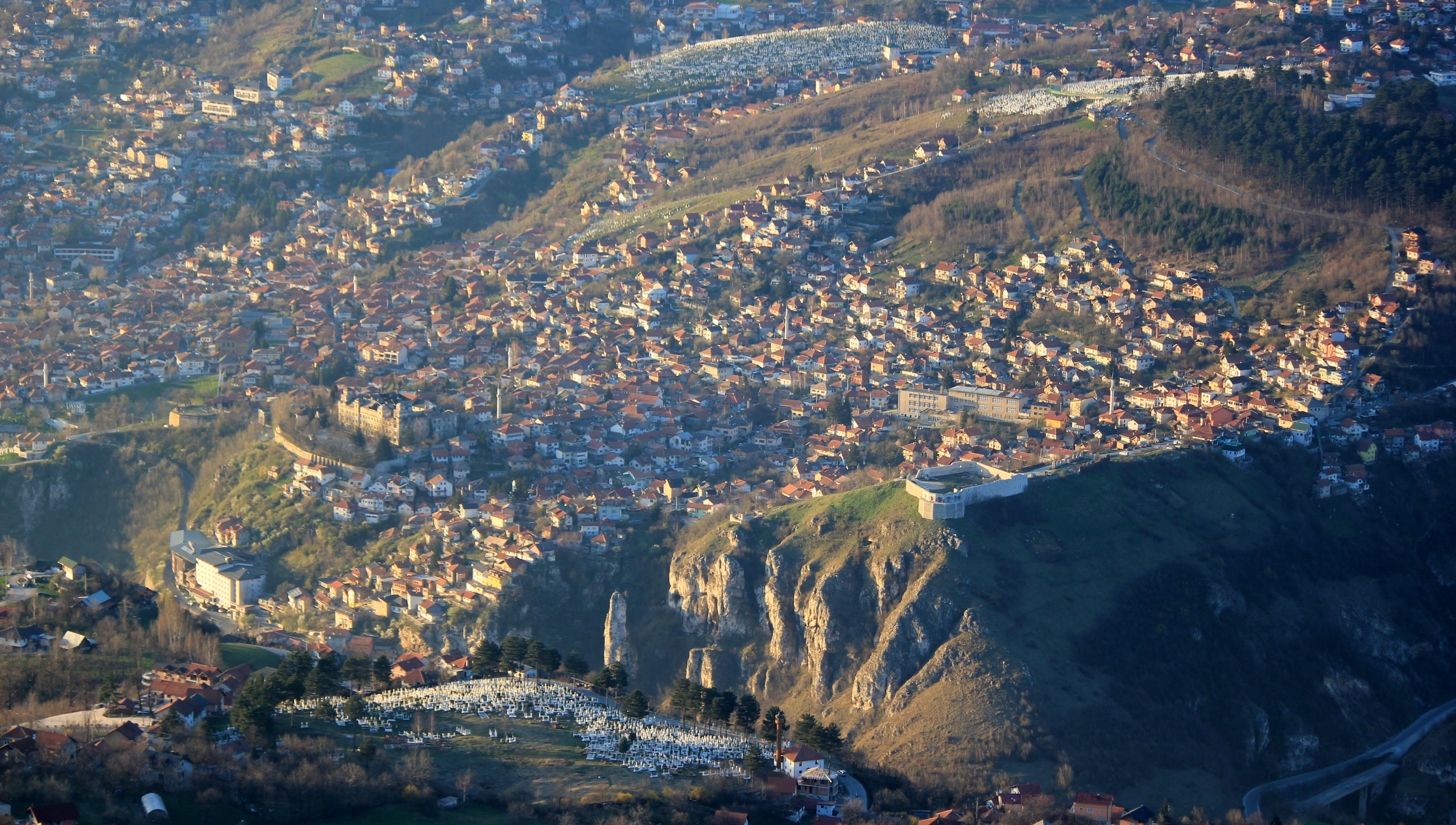
Blick von Südosten (Vidikovac) über den Stadtteil

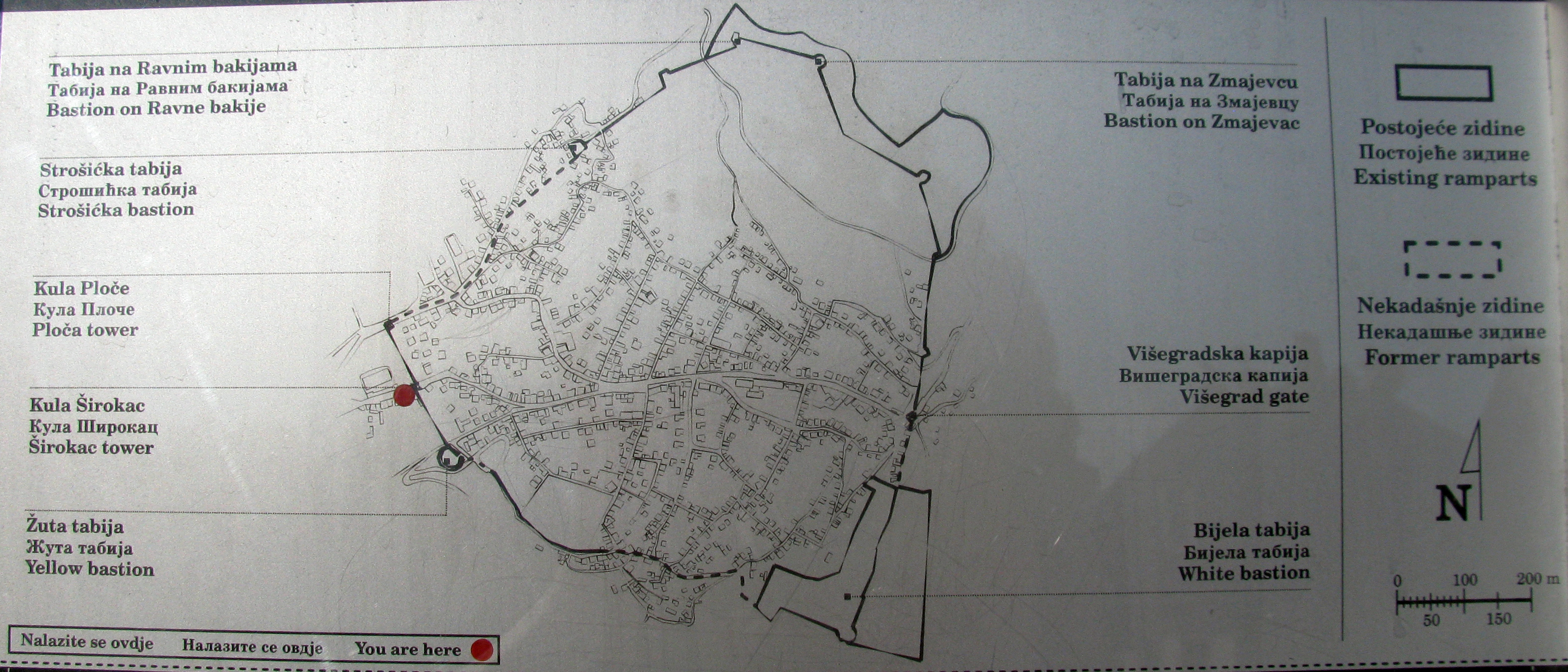
Übersicht über die Stadtmauern von Vratnik

Vratnik (serbisch-kyrillisch Вратник) ist ein Viertel in der Altstadt von Sarajevo und ein Ortsteil (mjesna zajednica) der Gemeinde Sarajevo-Stari Grad. Der Ortsteil umfasst die von einer Stadtmauer umgebene Altstadt Vratnik (Stari Grad Vratnik) an den Berghängen nordöstlich des alten Marktviertels Baščaršija.
Seit 2005 hat die Gesamtheit der im 18. Jahrhundert errichteten Befestigungen von Vratnik den Status eines Nationalen Denkmals Bosnien-Herzegowinas. Große Teile der Stadtmauer haben sich bis heute erhalten. Die Bastionen dienen heute als beliebte Aussichtspunkte.

## Geographie
Vratnik ist umgeben von einer Stadtmauer, deren Eckpunkte die Bastionen Bijela tabija („Weiße Bastion“) im Südosten, Žuta tabija („Gelbe Bastion“) im Westen und Strošićka tabija (auch Crvena tabija, „Rote Bastion“) im Norden darstellen. Im Nordosten schließt die Bastion auf dem Zmajevac die Befestigungen ab. In der Mauer befinden sich mehrere Stadttore, sowohl in Richtung Innenstadt (Ploča und Širokac) als auch stadtauswärts im Nordosten (Višegradska kapija). Durch letzteres Tor verlief vor der Erschließung der Miljacka-Schlucht die überregionale Straße in Richtung Višegrad und weiter nach Osten bis Istanbul. 
Der gesamte ummauerte Stadtteil hat Ausmaße von etwa 700 Metern von Ost nach West und etwa 950 Metern vom nördlichsten zum südlichsten Punkt sowie eine Fläche von knapp 50 ha. Der tiefste Punkt des Ortsteils Vratnik befindet sich am Südrand in der Miljacka-Schlucht auf etwa 565 Metern über dem Meeresspiegel, der höchste Punkt im Norden auf dem Hügel Zmajevac (ca. 770 m).
Die Straßen in Vratnik sind meist sehr steil und relativ schmal. An vielen Stellen sind sie aufgrund des Reliefs als Treppen gestaltet. Als Hauptstraße des Ortsteils fungiert der Vratnik mejdan, welcher vom Stadttor Širokac zur Višegradska kapija führt und die einzige wirkliche Durchgangsstraße darstellt.

## Geschichte
Bereits im 15. Jahrhundert bestand an der Stelle der heutigen Bijela tabija eine Befestigungsanlage, die den Zugang von Osten in das Sarajevsko polje sicherte. Nach der Eroberung Bosniens durch die Osmanen bestand zunächst nicht die Notwendigkeit einer weiteren Befestigung der tief im Landesinneren gelegenen Stadt Sarajevo. Erst nach dem Vorstoß von Eugen von Savoyen im Zuge des Großen Türkenkrieges und dem Einfall österreichischer Truppen in die unbefestigte Stadt am 13. Oktober 1697 wurde beschlossen, umfassende Befestigungsanlagen zu errichten. Der Bau begann 1729 unter dem osmanischen Statthalter Gazi Ahmed-paša Rustempašić Skopljak, der seit 1727 in Sarajevo amtierte. Erbaut wurden vier Bastionen, darunter Žuta und Strošićka tabija. Auch die drei Stadttore waren bis 1739 fertiggestellt. Nach 1816 wurden weitere vier Bastionen ergänzt.
Den Einmarsch österreichischer Truppen 1878 konnten die alten Stadtbefestigungen nur um wenige Stunden verzögern. Unter österreichischer Herrschaft bezog man die äußeren, von der Stadt abgewandten Bastionen in Vratnik mit in das neue Befestigungssystem ein. 1886 begann zudem der Bau der Kaserne in Vratnik (heute Jajce kasarna), deren Ruine bis heute die Stadt überblickt. Nach 1945 richtete die Jugoslawische Volksarmee am Nordrand von Vratnik eine eigene Kaserne ein, die heute von der bosnischen Armee genutzt wird.
Im Bosnienkrieg stand Vratnik unter der Kontrolle bosnischer Regierungstruppen und gehörte somit zu jenen Stadtteilen, die während der Belagerung von Sarajevo eingeschlossen waren. Viele historische Wohngebäude wurden durch Granatenbeschuss und ausbrechende Feuer beschädigt oder zerstört.

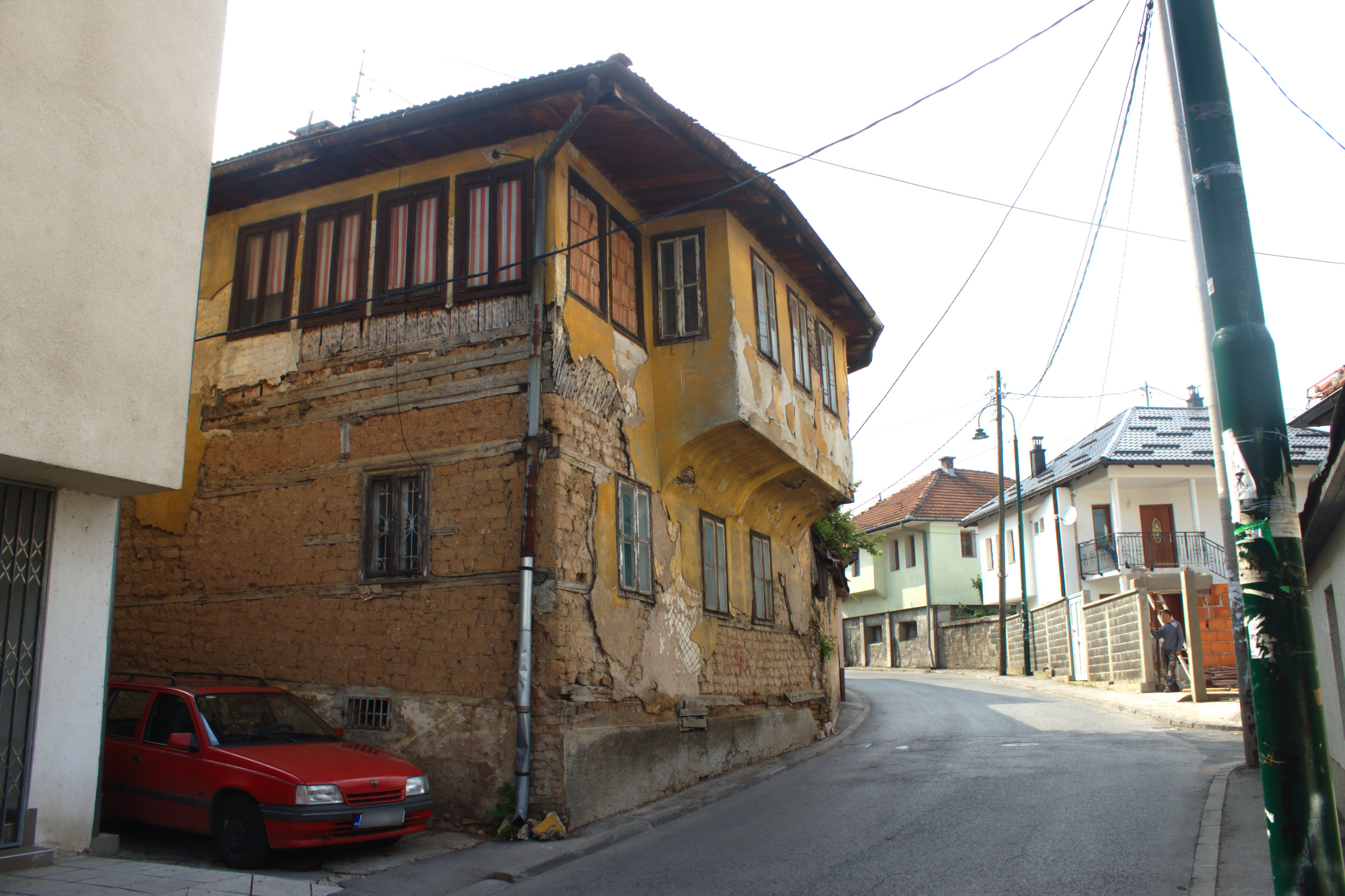
Traditionelle osmanische Architektur in Vratnik
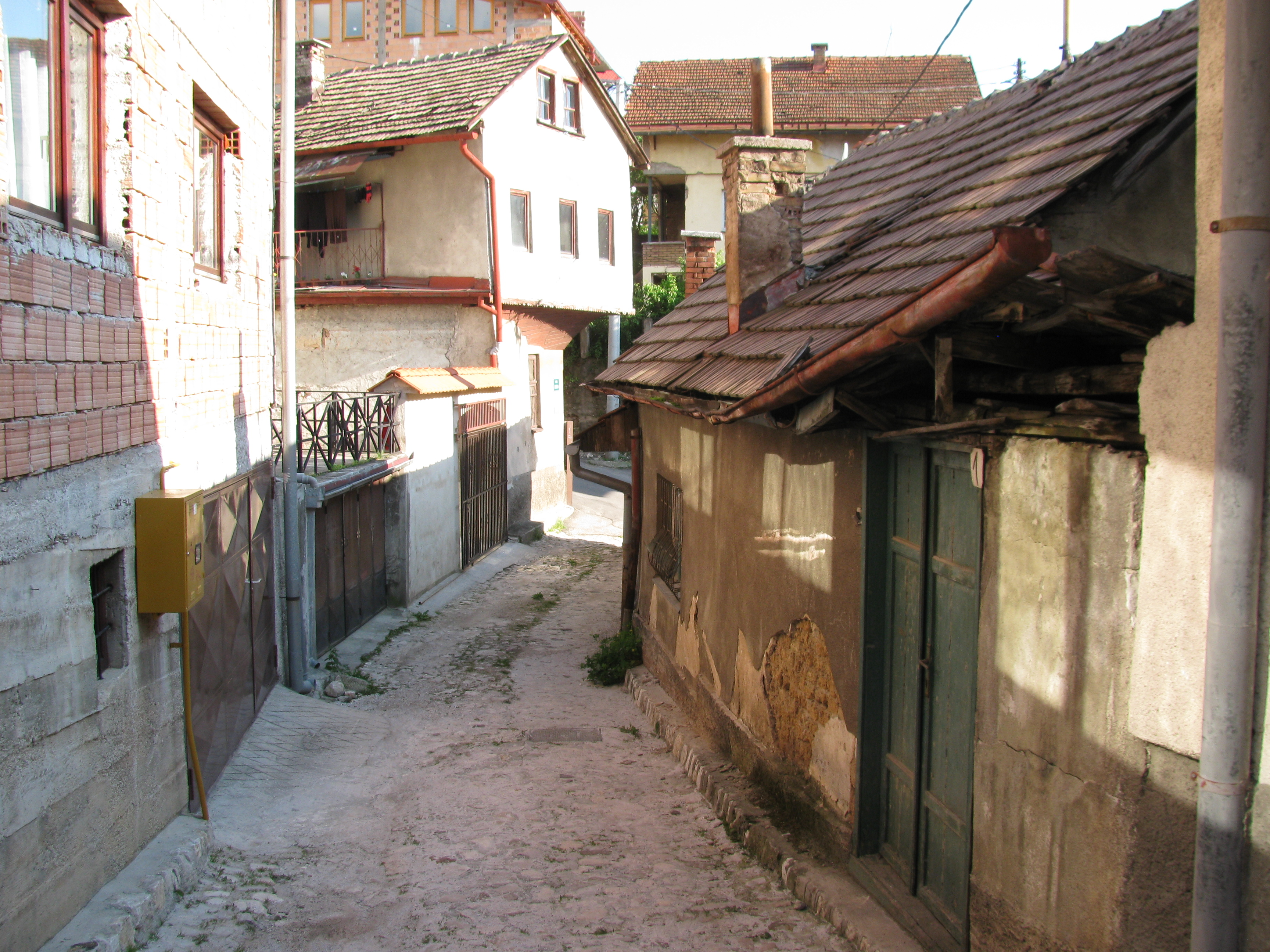
Schmale Altstadtgasse
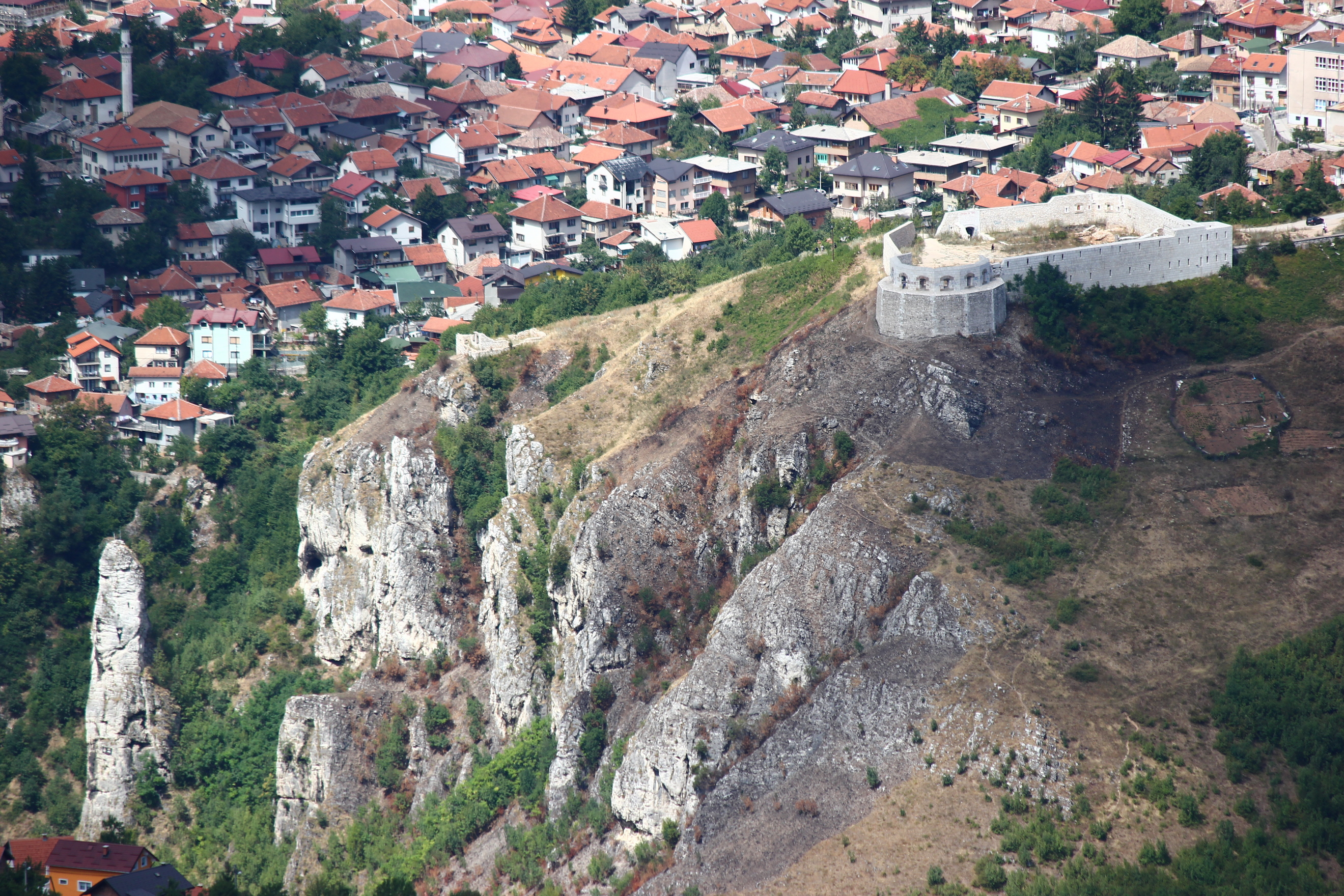
Blick von Süden auf die Bijela tabija, im Hintergrund Vratnik
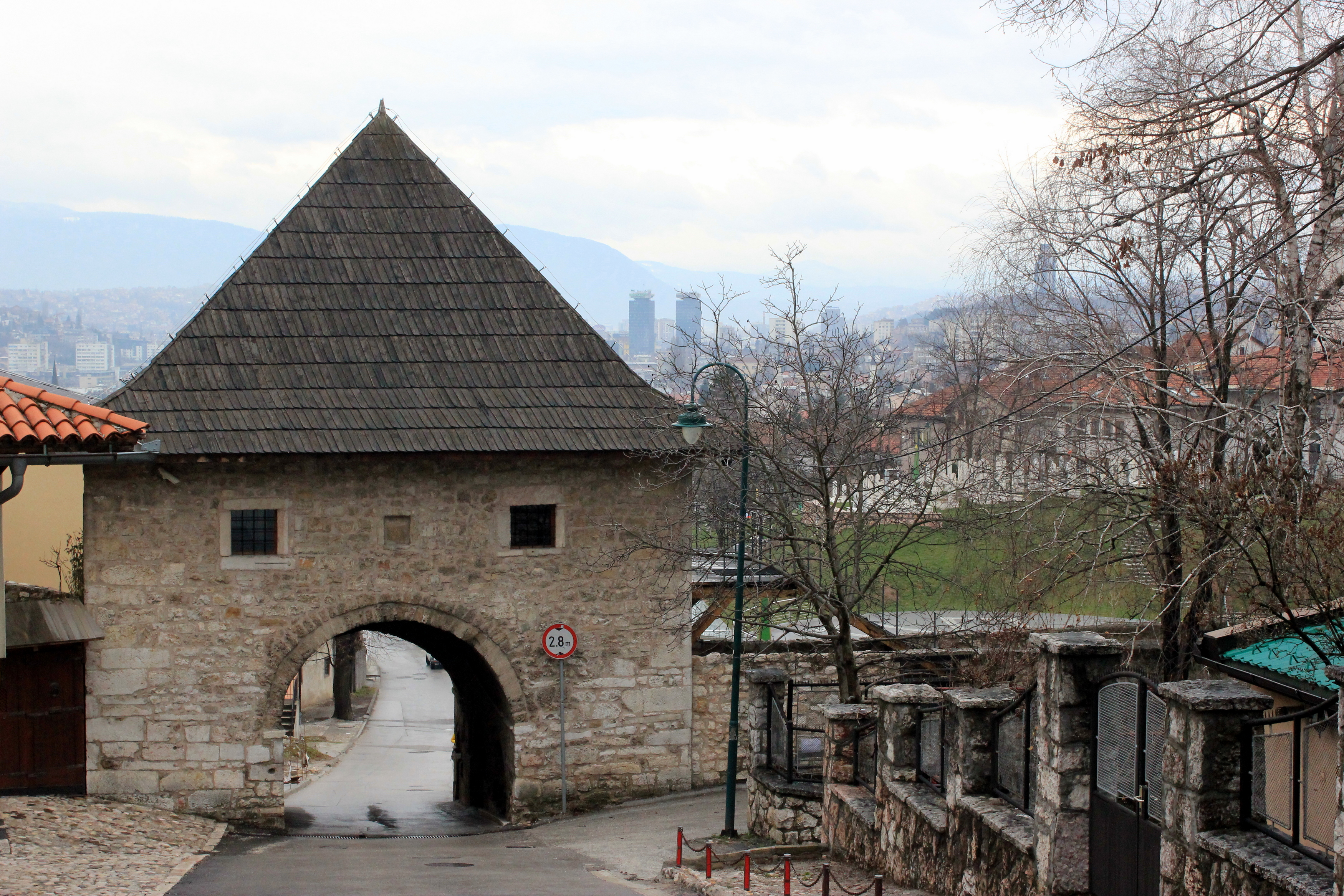
Stadttor Širokac kula
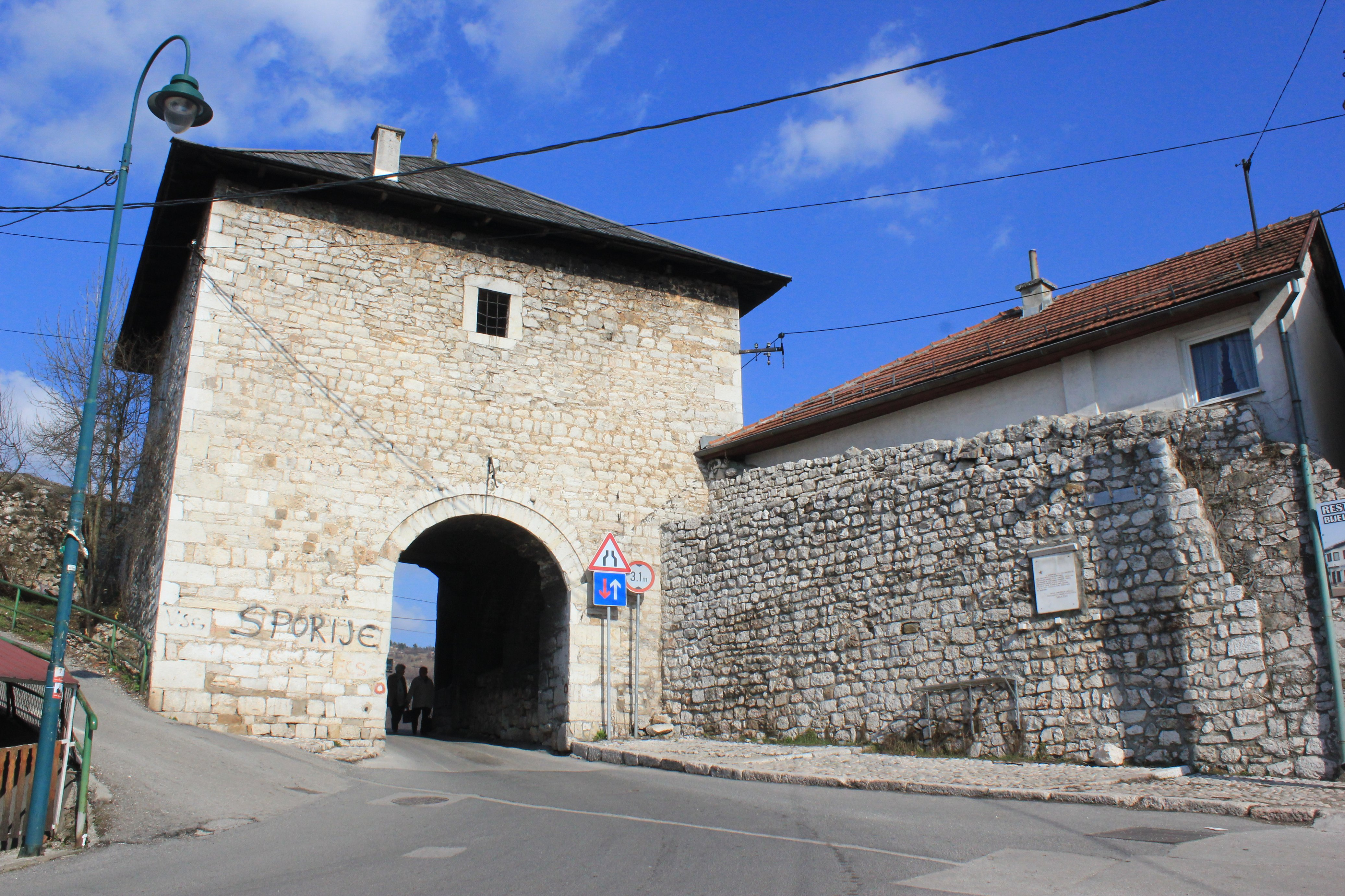
Stadttor Višegradska kapija
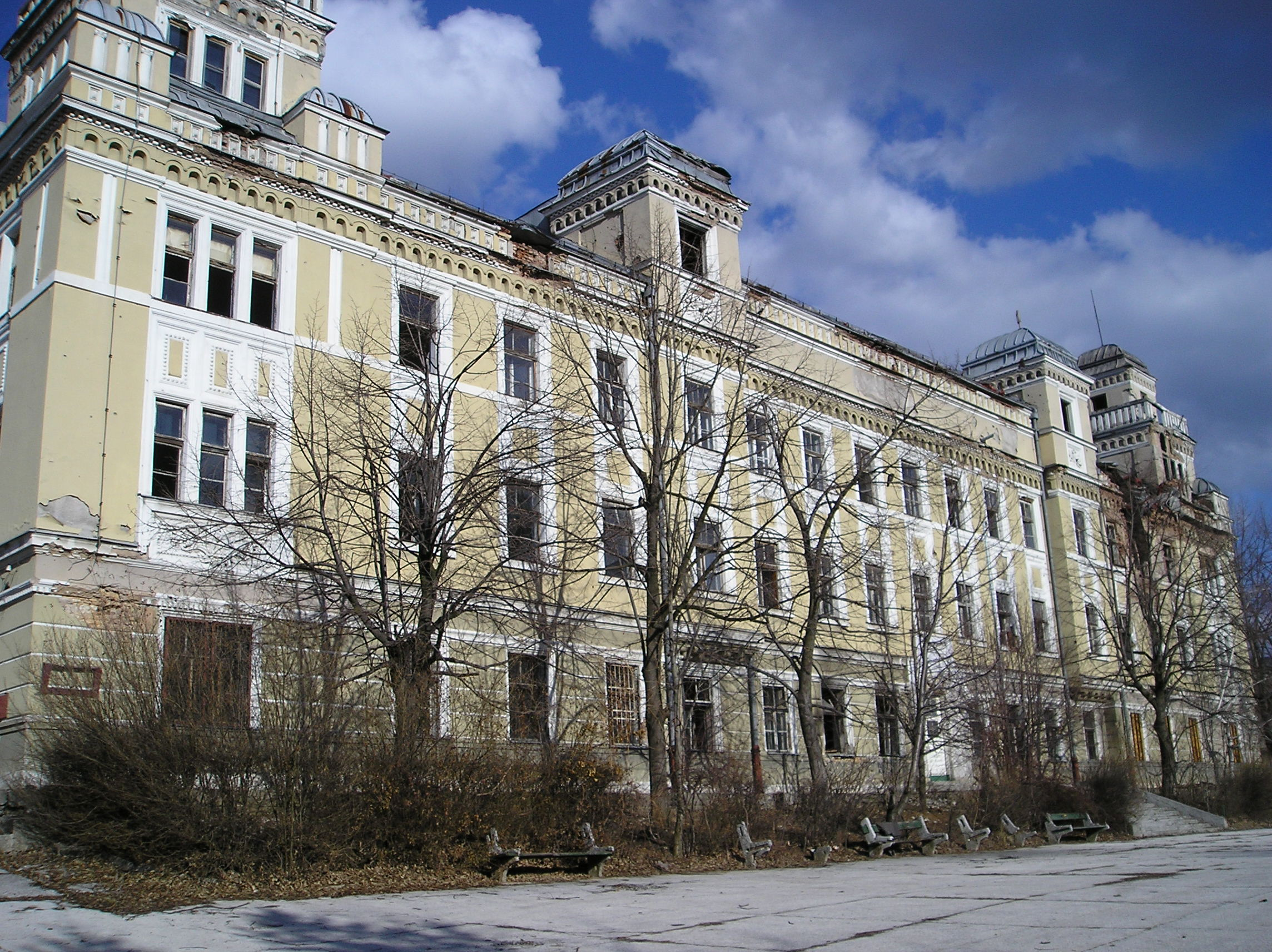
Jajce kasarna